# Servus (saludo)

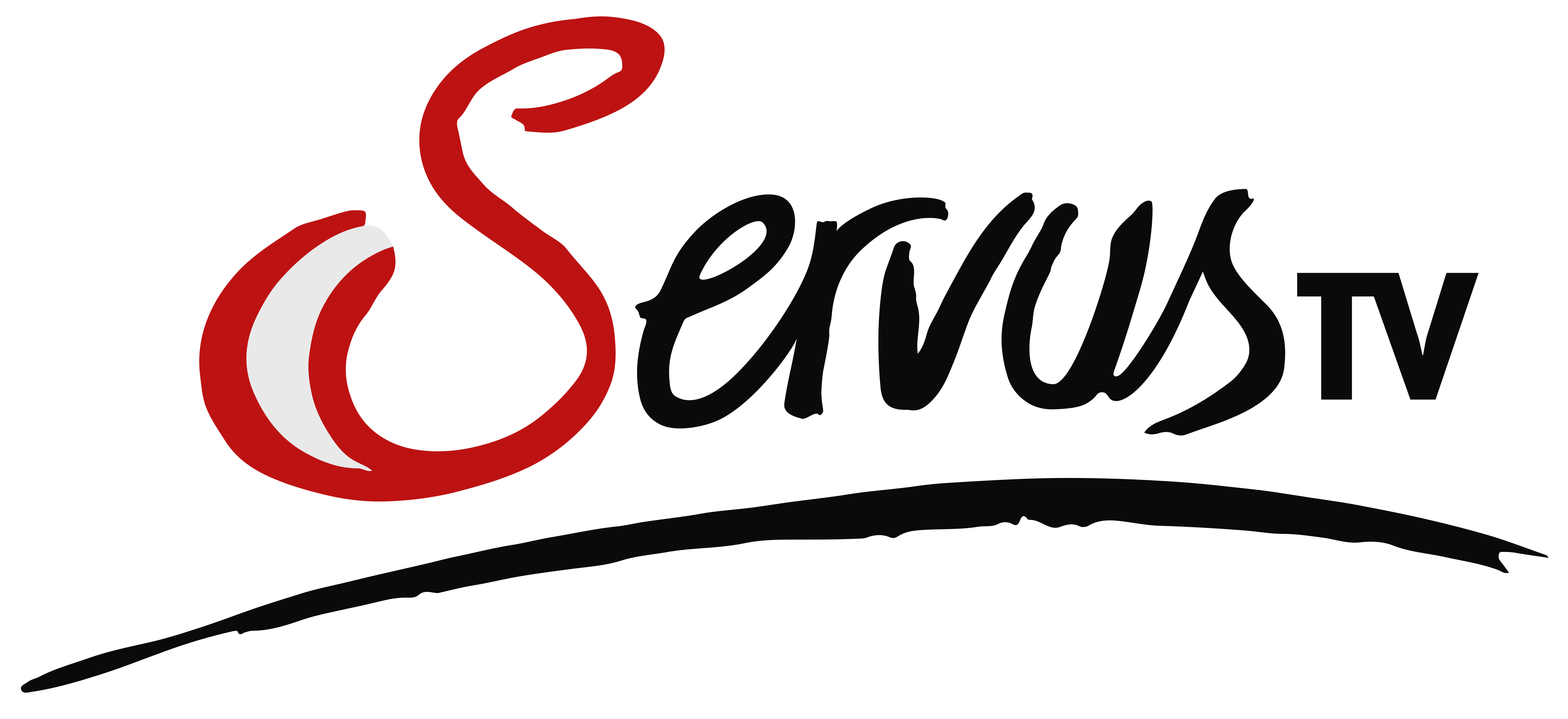
El canal de televisión ServusTV, es un medio de comunicación austriaco llamado así por esta palabra.

Servus es un saludo informal y amigable común en países de habla alemana, especialmente en áreas tradicionalmente católicas (mayoritariamente en Austria, sur de Alemania y partes de Polonia que fueron antiguos territorios orientales de Alemania), pero que también se extendió a zonas de mayoría religiosa protestante y a países que formaron parte del Imperio austrohúngaro que hoy son estados soberanos (Croacia, Eslovenia, Hungría, noroeste de Rumania, Eslovaquia, etc.), así como en la Provincia autónoma de Bolzano en el norte de Italia. Servus puede ser utilizado tanto como saludo como también de despedida. 
En la actualidad es usado en contextos de relaciones interpersonales simétricas, como entre amigos o familiares de confianza estrecha; mientras que históricamente, fue usado entre miembros de las élites sociales, como la nobleza, realeza y la aristocracia, por lo que su uso es frecuente en la literatura.

## Etimología
Su origen proviene del latín servus, que hace referencia a la servidumbre, por lo que en un sentido interpretativo, el saludo quiere decir «estoy a su/vuestro servicio» o «a tu/su servicio».

## Cultura popular
En la música folclórica es usado frecuentemente el saludo «servus» como un distintivo del alemán austriaco, como la canción «Servus, Grüezi und Hallo» de Maria & Margot Hellwig y los álbumes «Servus Wien» de Peter Alexander y el homónimo de Hans Moser y Paul Hörbiger. Asimismo, el canal de televisión ServusTV y la revista Servus, son dos medios de comunicación que crean su contenido desde Austria.

## Variantes y equivalentes
- En polaco se utiliza la palabra serwus.
- En húngaro se dice Szervusz.
- En Tirol del Sur se saluda tanto con servus como con un servas, dependiendo la zona en la que se encuentre.
- El saludo en italiano «ciao» (chao en español), proviene de la palabra italiana «schiavo», que quiere decir esclavo.
- El saludo en sueco «tjena», proviene de la palabra «tjänare», que quiere decir «servidor» en ese idioma.